# Kehnert
Kehnert este o comună și o fostă municipalitate din landul Saxonia-Anhalt, Germania. Începând cu 31 mai 2010 este parte a târgului Tangerhütte.